# Рансі (Тирва)
Ра́нсі (ест. Ransi küla) — село в Естонії, у волості Тирва повіту Валґамаа.

## Населення
Чисельність населення на 31 грудня 2011 року становила 31 особу.

## Історія
До 21 жовтня 2017 року село входило до складу волості Гуммулі повіту Валґамаа.